# Christopher Bailey (Modedesigner)

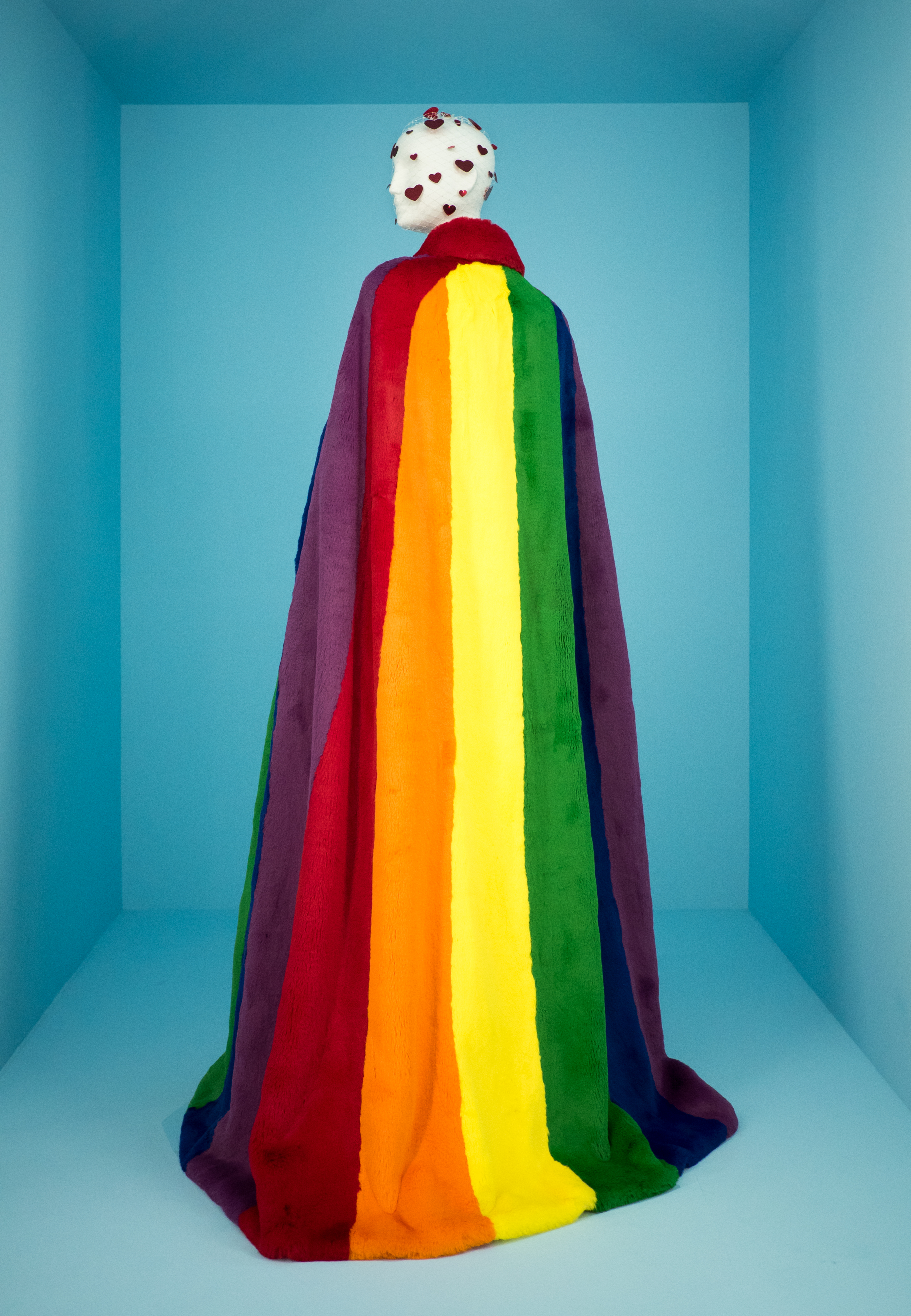
Werk von Bailey bei seiner Tätigkeit für Burberry.

Christopher Paul Bailey, CBE (* 11. Mai 1971 in Yorkshire, England) ist ein britischer Modedesigner, der von 2001 bis 2018 für Burberry tätig war.

## Leben
Bailey studierte bis 1990 an der University of Westminster in London. 1994 schloss er sein Studium am Royal College of Art mit einem Master ab und entwarf anschließend Damenmode für Donna Karan in New York. Von Tom Ford abgeworben, arbeitete Bailey 1996 bis 2001 als Senior Designer für Gucci in Mailand.
Ab 2001 arbeitete er als Creative Director des britischen Labels Burberry. Seit 2009 zeichnet er als Chief Creative Officer für den Multimedia-Auftritt, das Markenimage und die Gestaltung von Werbekampagnen verantwortlich.  Zwischen Mitte 2014 und Mitte 2016 hatte er außerdem den Posten des CEO im Unternehmen inne, den er schließlich an Marco Gobbetti abtrat.
Als Anerkennung für seine Leistungen wurde Bailey 2003 vom Royal College of Art ein Honorary Fellowship verliehen.
Bailey ist mit dem britischen Schauspieler Simon Woods verheiratet; die beiden ziehen zwei Töchter groß.
Ende Oktober 2017 kündigte Bailey an, dass er Burberry nach über 17 Jahren gegen Ende 2018 verlassen werde.

## Preise und Auszeichnungen
(Auswahl)
- 2005: British Fashion Awards, die Auszeichnung „Designer of the Year“ (Modedesigner des Jahres, für Burberry)
- 2007: British Fashion Awards, die Auszeichnung „Menswear Designer of the Year“ (Herrenmodedesigner des Jahres, für Burberry)
- 2008: British Fashion Awards, die Auszeichnung „Menswear Designer of the Year“
- 2009: British Fashion Awards, die Auszeichnung „Designer of the Year“
- 2009: Member of the Order of the British Empire[8], verliehen durch Prinzessin Anne
- 2010: die Auszeichnung International Award des Council of Fashion Designers of America
- 2013: British Fashion Awards, die Auszeichnung „Menswear Designer of the Year“
- 2017: (British) Fashion Awards, die Auszeichnung „Outstanding Contribution to British Fashion“ (Herausragender Beitrag zur britischen Mode)
- 2019: Commander of the Order of the British Empire